# Schwarzensee und Kolbenmoos
Das Gebiet Schwarzensee und Kolbenmoos ist ein 2007 eingerichtetes und mit Verordnung vom 5. Februar 2010 durch das Ministerium für Ernährung und Ländlichen Raum festgelegtes Europäisches Vogelschutzgebiet (Schutzgebietskennung DE-8324-441) im baden-württembergischen Landkreis Ravensburg in Deutschland.

## Lage
Das rund 56 Hektar große Vogelschutzgebiet Schwarzensee und Kolbenmoos liegt südlich der Stadt Wangen im Allgäu, östlich und westlich der Bahnlinie nach Hergatz bzw. der Bundesstraße 32, beim Schwarzensee auf einer Höhe von 549 m ü. NN.

## Beschreibung
Beschrieben wird das Gebiet Schwarzensee und Kolbenmoos als „natürlicher eutropher See mit Verlandungsvegetation und Schilfgürtel sowie angrenzendem Moorkomplex mit Feuchtgebüschen, Kleinseggenrieden, Streuwiesen und Feuchtwiesen“.

### Lebensraumklassen
|                                      |                                      |  |      |      |
| Mischwald                            | Mischwald                            |  | 2 %  | 2 %  |
| Feuchtes und mesophiles Grünland     | Feuchtes und mesophiles Grünland     |  | 25 % | 25 % |
| Binnengewässer, stehend und fließend | Binnengewässer, stehend und fließend |  | 6 %  | 6 %  |
| Moore, Sümpfe, Uferbewuchs           | Moore, Sümpfe, Uferbewuchs           |  | 56 % | 56 % |
| Melioriertes Grünland                | Melioriertes Grünland                |  | 11 % | 11 % |
|                                      |                                      |  |      |      |

## Bedeutung
Das Schutzgebiet in einer eiszeitlich geprägten Voralpenlandschaft mit Resten ehemaliger Streuwiesen-Nutzung ist eines der bedeutendsten baden-württembergischen Brutgebiete für Drosselrohrsänger, Kleines Sumpfhuhn, Krick- und Tafelente, Tüpfelsumpfhuhn und Zwergdommel.

## Schutzzweck
Die gebietsbezogenen Erhaltungsziele sind je nach Art unterschiedlich beschrieben:

### Brutvögel
Brutvogelarten, die im Anhang I der Vogelschutzrichtlinie aufgelistet und für die in ganz Europa besondere Maßnahmen anzuwenden sind. In diese Kategorie fallen in Baden-Württemberg insgesamt 39 Arten.

#### Kleines Sumpfhuhn(Porzana parva)

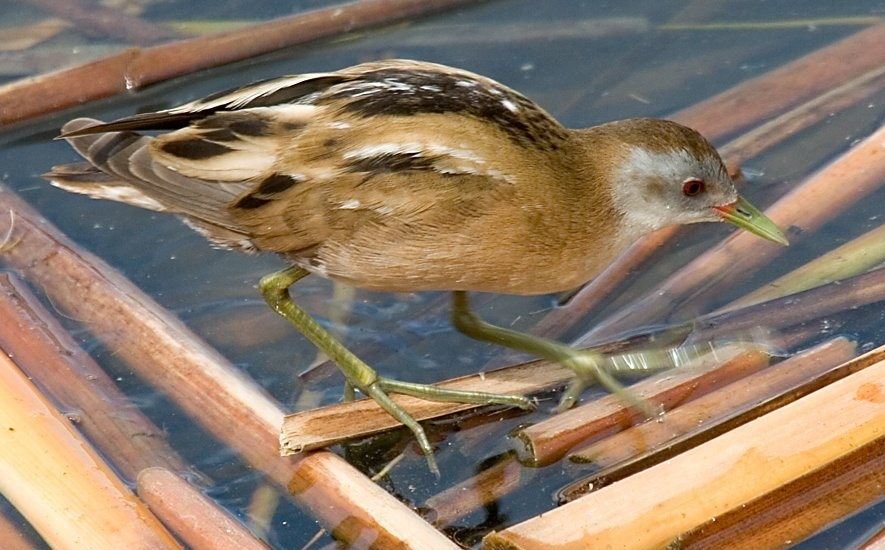
Kleines Sumpfhuhn

Erhaltung der ungenutzten wasserständigen Schilfröhrichte und Großseggenriede mit wasserseitigen Knickschicht-Bereichen, der Lebensräume ohne Gefahrenquellen wie Freileitungen, Erhaltung einer Überstauung der Lebensstätten während der gesamten Fortpflanzungszeit (1. April bis 15. September), Erhaltung von Sekundärlebensräumen wie aufgelassene Abbaustätten mit vorgenannten Lebensstätten sowie Erhaltung störungsfreier oder zumindest störungsarmer Fortpflanzungsstätten während der Fortpflanzungszeit.

#### Rohrweihe(Circus aeruginosus)

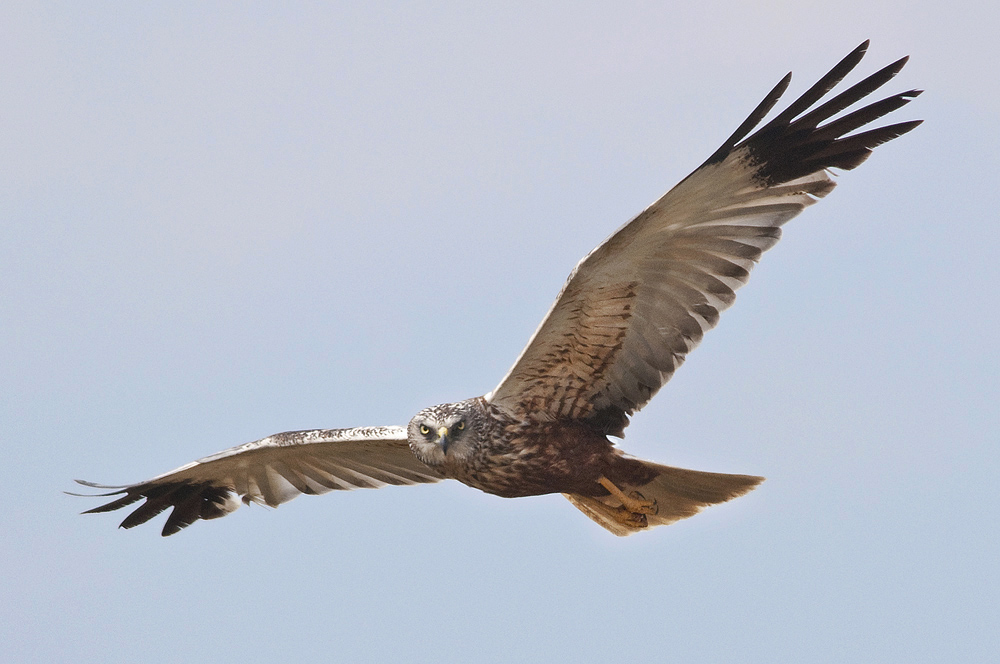
Rohrweihe

Erhaltung der Verlandungszonen, Röhrichte und Großseggenriede, der Feuchtwiesenkomplexe, insbesondere mit Streuwiesen oder extensiv genutzten Nasswiesen, der Lebensräume ohne Gefahrenquellen wie nicht vogelsichere Freileitungen und Windkraftanlagen, Erhaltung von Gras- und Staudensäumen, von Sekundärlebensräumen wie aufgelassene Abbaustätten mit vorgenannten Lebensstätten sowie Erhaltung störungsfreier oder zumindest störungsarmer Fortpflanzungsstätten während der Fortpflanzungszeit vom 15. März bis zum 15. September.

#### Tüpfelsumpfhuhn(Porzana porzana)

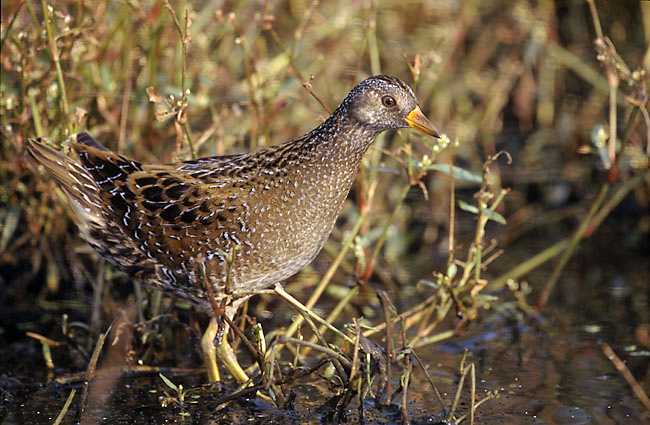
Tüpfelsumpfhuhn

Erhaltung der Verlandungszonen mit niedrig überfluteter abwechslungsreicher krautiger Vegetation wie in Übergangszonen zwischen Röhrichten und Großseggenrieden, im Uferbereich von ausgedehnten Schilfbeständen und in überschwemmten Feuchtwiesen, der Lebensräume ohne Gefahrenquellen wie Freileitungen, Erhaltung einer flachen Überstauung der Lebensstätten während der gesamten Fortpflanzungszeit (15. März bis 15. August), Erhaltung von Sekundärlebensräumen wie staunasse Torfstiche und Entwässerungsgräben mit Schilfstreifen, Seggenbülten und einer lockeren Krautschicht sowie Erhaltung störungsfreier oder zumindest störungsarmer Fortpflanzungsstätten während der Fortpflanzungszeit.

#### Zwergdommel(Ixobrychus minutus)

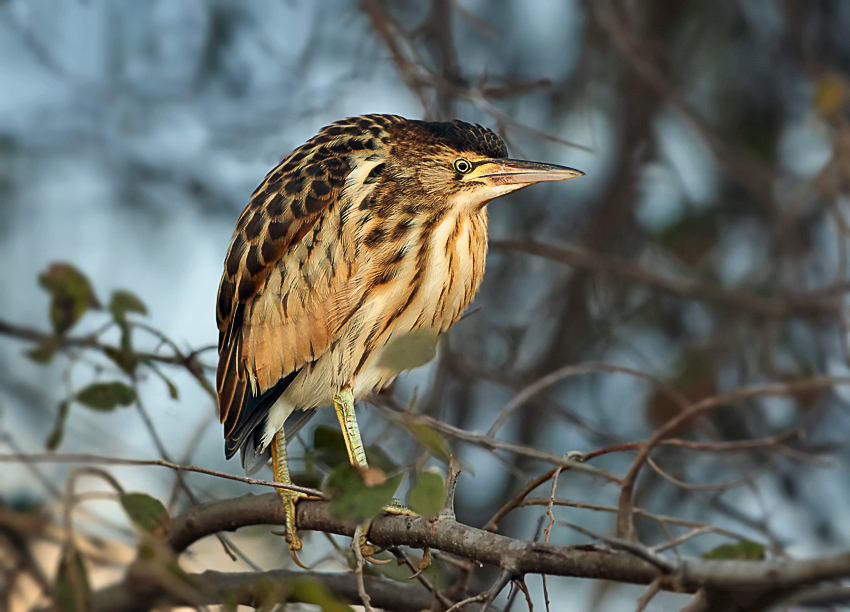
Zwergdommel

Erhaltung der flachen Verlandungszonen an Seen, Weihern und langsam fließenden Gewässern, der reich strukturierten Röhrichte und Großseggenriede sowie Schilfreinbestände, die auch einzelne Gebüsche enthalten können, Erhaltung von langen Röhricht-Wasser-Grenzlinien wie sie durch Buchten, Schilfinseln und offene Wassergräben sowie kleinere freie Wasserflächen innerhalb der Röhrichte zustande kommen, von Sekundärlebensräumen wie aufgelassene Abbaustätten mit vorgenannten Lebensstätten, Erhaltung einer flachen Überstauung des Röhrichts in den Brutgebieten während der gesamten Fortpflanzungszeit (1. Mai bis 15. September), einer Wasserqualität, die gute Sichtbedingungen für den Beutefang gewährleistet, Erhaltung des Nahrungsangebots mit Kleinfischarten und Jungfischaufkommen sowie Wasserinsekten und kleineren Amphibien sowie Erhaltung störungsfreier oder zumindest störungsarmer Fortpflanzungsstätten während der Fortpflanzungszeit.

### Zugvögel
Weitere, nicht in Anhang I aufgelistete Zugvogelarten, die im Land brüten und für die Schutzgebiete ausgewählt wurden. In diese Kategorie fallen in Baden-Württemberg insgesamt 36 Arten.

#### Braunkehlchen(Saxicola rubetra)

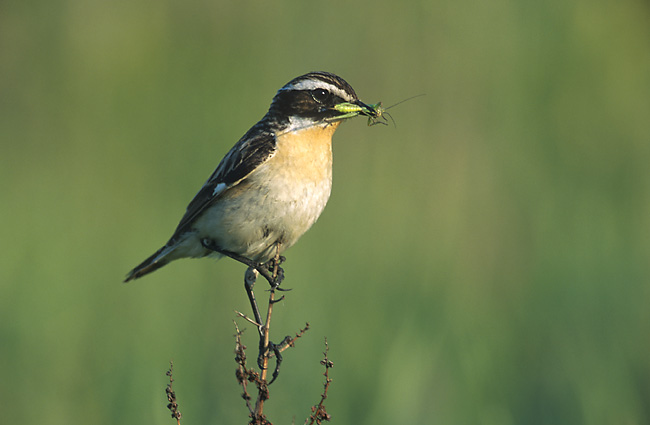
Braunkehlchen

Erhaltung von überwiegend spät gemähten extensiv bewirtschafteten Grünlandkomplexen, von Großseggenrieden, Mooren und Heiden, von Saumstreifen wie Weg- und Feldraine sowie Rand-, Altgrasstreifen, Brachen und gehölzfreien Böschungen, von vereinzelten Büschen, Hochstauden, Steinhaufen und anderen als Jagd-, Sitz- und Singwarten geeigneten Strukturen, von Sekundärlebensräumen wie aufgelassene Abbaustätten mit vorgenannten Lebensstätten, des Nahrungsangebots sowie störungsfreier oder zumindest störungsarmer Fortpflanzungsstätten während der Fortpflanzungszeit vom 1. Mai bis zum 31. August.

#### Drosselrohrsänger(Acrocephalus arundinaceus)

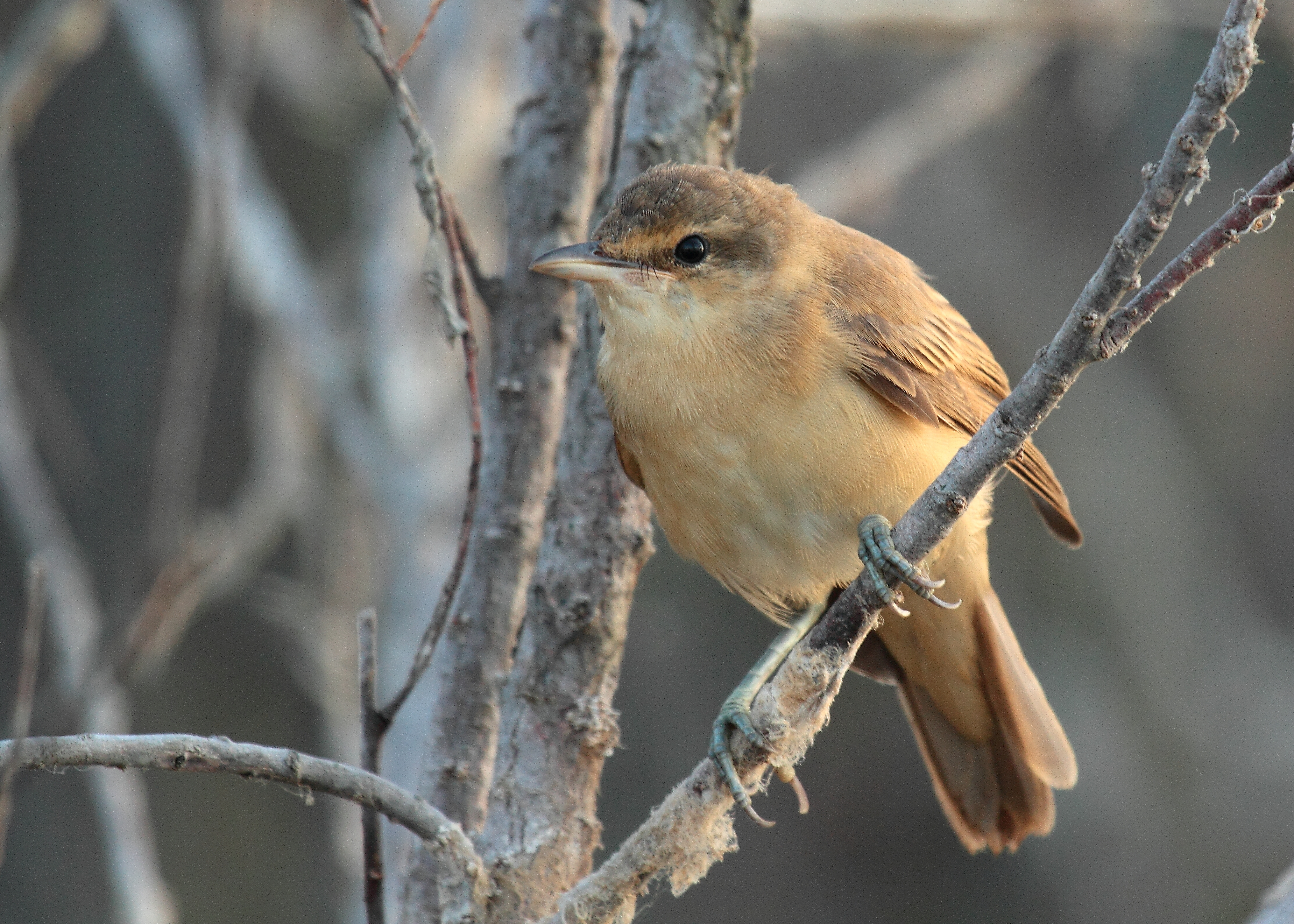
Drosselrohrsänger

Erhaltung der wasserständigen Röhrichte mit angrenzenden offenen Wasserflächen, insbesondere Schilfröhrichte mit unterschiedlicher Altersstruktur und stabilen Halmen, Erhaltung von langen Röhricht-Wasser-Grenzlinien wie sie durch Buchten, Schilfinseln und offene Wassergräben sowie kleinere freie Wasserflächen innerhalb der Röhrichte zustande kommen, von Sekundärlebensräumen wie Regenüberlaufbecken mit vorgenannten Lebensstätten, Erhaltung des Nahrungsangebots, insbesondere mit größeren Insekten sowie Erhaltung störungsfreier oder zumindest störungsarmer Fortpflanzungsstätten während der Fortpflanzungszeit (1. Mai bis 31. August).

#### Kiebitz(Vanellus vanellus)

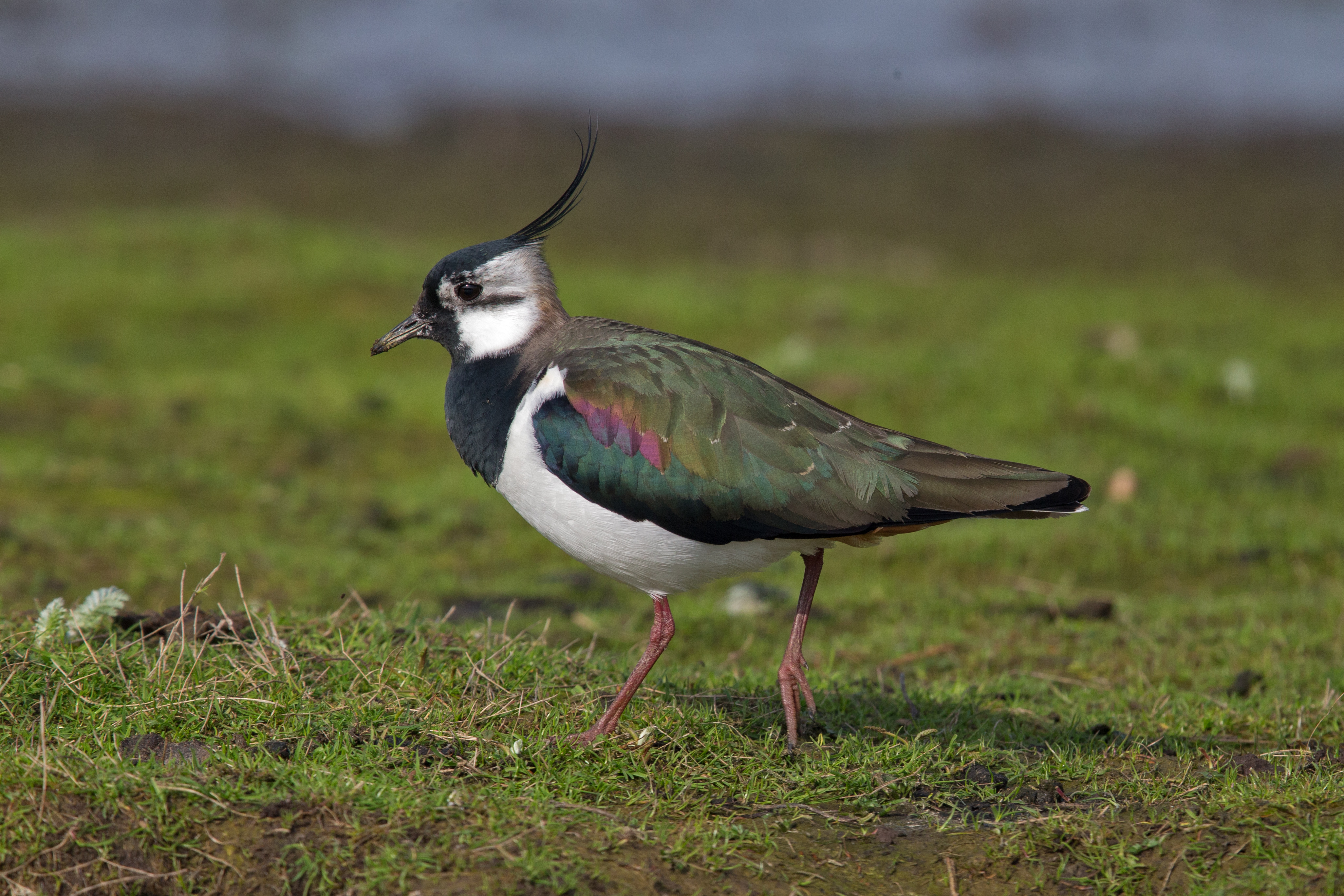
Kiebitz

Erhaltung von weiträumigen offenen Kulturlandschaften, Viehweiden, mageren Wiesen mit lückiger Vegetationsstruktur, Grünlandbrachen, Ackerland mit später Vegetationsentwicklung und angrenzendem Grünland, von Flutmulden, zeitweise überschwemmten Senken und nassen Ackerbereichen, Erhaltung der extensiv genutzten Feuchtwiesenkomplexe, der naturnahen Flussniederungen, der Gewässer mit Flachufern sowie Erhaltung störungsfreier oder zumindest störungsarmer Fortpflanzungsstätten während der Fortpflanzungszeit vom 1. Februar bis zum 31. August.

#### Krickente(Anas crecca)

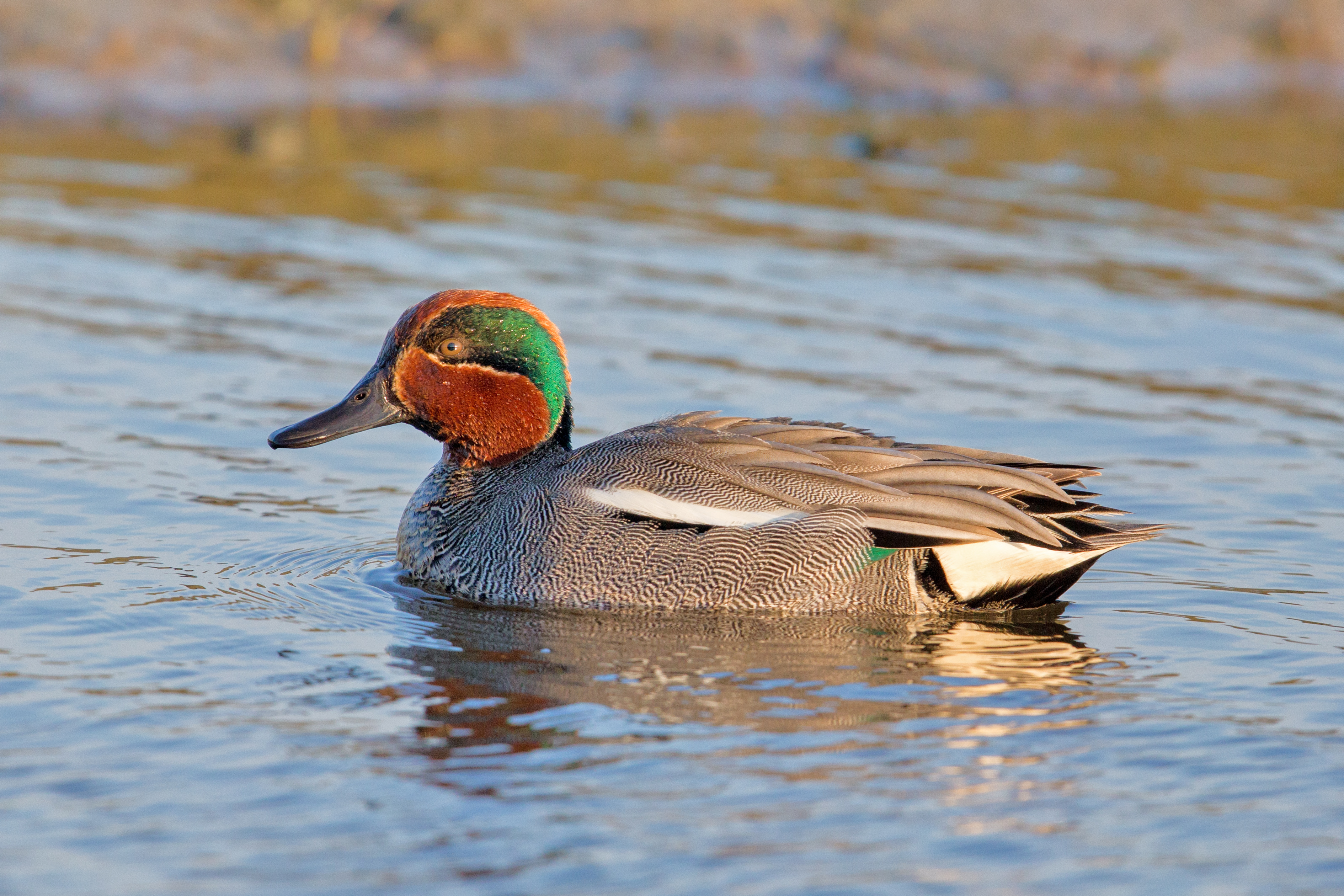
Krickente

Erhaltung der eutrophen vegetationsreichen Flachwasserseen, Kleingewässer und von Wasser führenden Feuchtwiesengräben, der langsam fließenden Gewässer mit Flachwasserzonen, der vegetationsreichen Moorseen, der Verlandungsbereiche mit Röhrichten, Seggenrieden, wasserständigen Gehölzen, Schlickflächen und Flachwasserzonen, Erhaltung von Sekundärlebensräumen wie aufgelassene Abbaustätten mit vorgenannten Lebensstätten sowie Erhaltung störungsfreier oder zumindest störungsarmer Fortpflanzungs- bzw. Mauserstätten während der Brut- und Aufzuchtszeit (15. März bis 31. August) sowie der Mauser (1. Juli bis 30. September).

#### Tafelente(Aythya ferina)

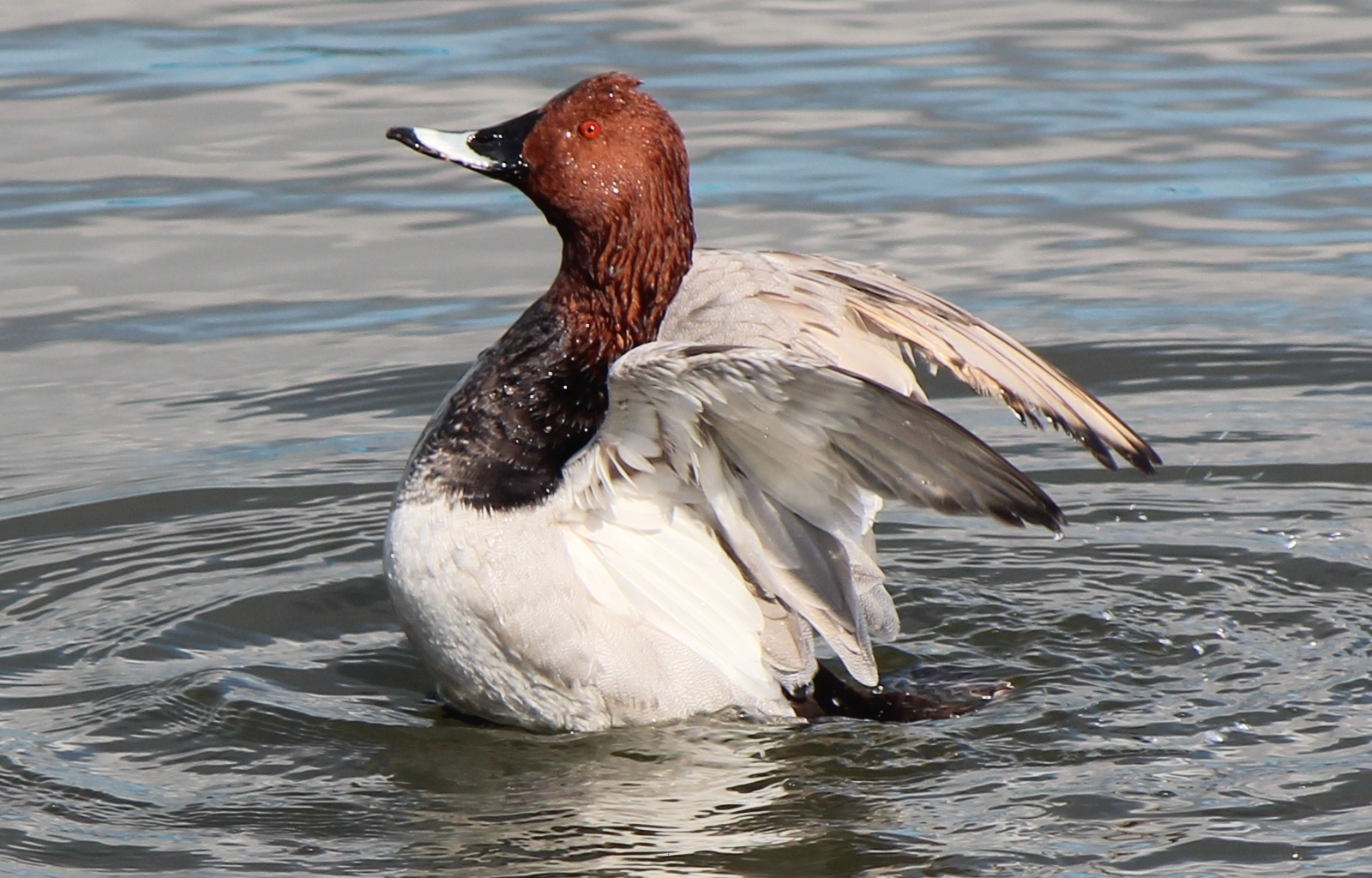
Tafelente

Erhaltung der Flachwasserseen mit reicher Ufervegetation und großen freien Wasserflächen sowie der schwach fließenden Gräben und des Baches mit reicher Ufervegetation, der Verlandungsbereiche mit Röhrichten, Seggen- oder Binsenbeständen, der offenen Flachwasserzonen, Erhaltung von Sekundärlebensräumen wie Regenüberlaufbecken mit vorgenannten Lebensstätten sowie Erhaltung störungsfreier oder zumindest störungsarmer Fortpflanzungs- bzw. Mauserstätten während der Brut- und Aufzuchtszeit (15. April bis 15. Oktober) und der Mauser (1. Juli bis 15. September).

#### Wasserralle(Rallus aquaticus)

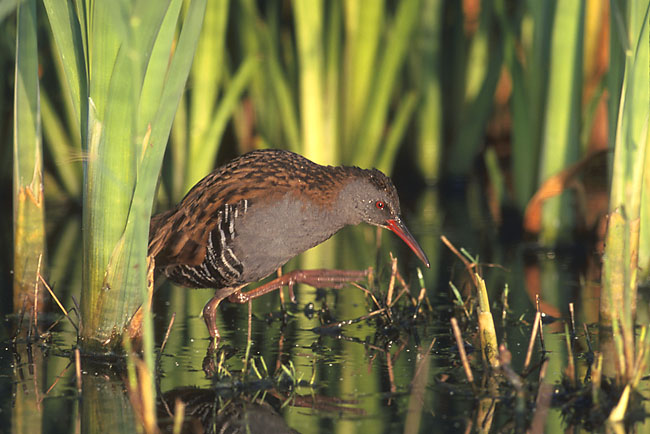
Wasserralle

Erhaltung der stehenden Gewässer mit Flachwasserzonen, der Fließgewässerabschnitte und Wassergräben mit deckungsreicher Ufervegetation, der Riede und Moore mit zumindest kleinen offenen Wasserflächen, der deckungsreichen Verlandungsbereiche mit flach überfluteten Röhrichten, Großseggenrieden und Ufergebüschen, der Lebensräume ohne Gefahrenquellen wie Freileitungen, Erhaltung von Sekundärlebensräumen wie aufgelassene Abbaustätten mit vorgenannten Lebensstätten sowie Erhaltung störungsfreier oder zumindest störungsarmer Fortpflanzungsstätten während der Fortpflanzungszeit (15. März bis 15. September).

#### Zwergtaucher(Tachybaptus ruficollis)

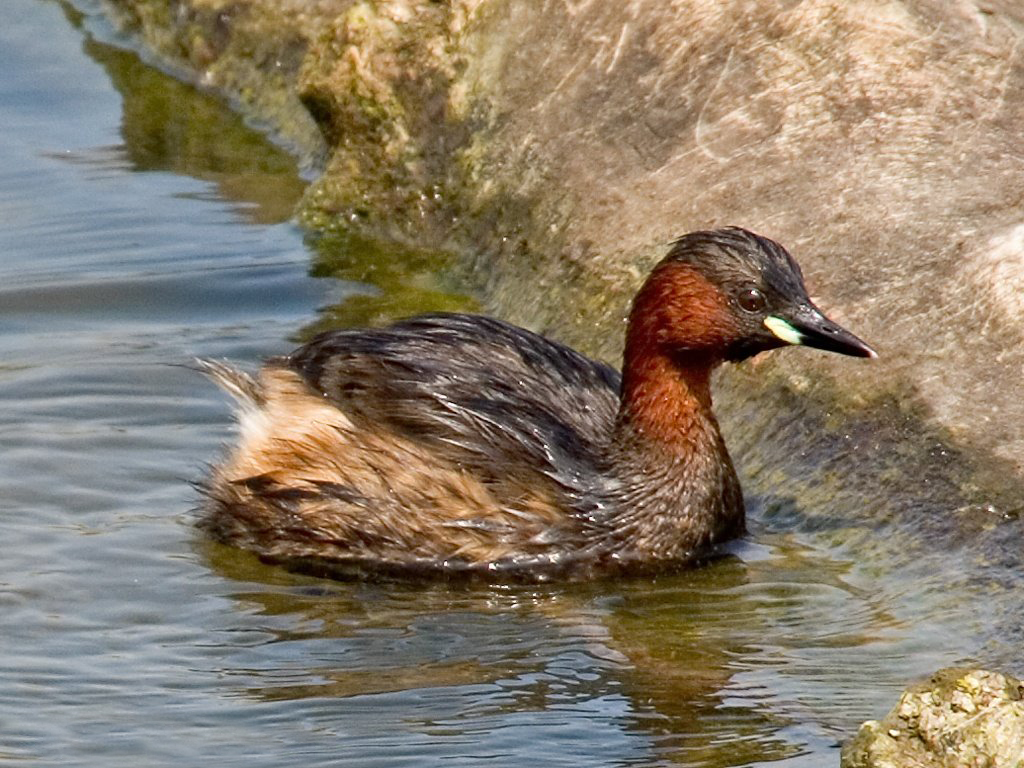
Zwergtaucher

Erhaltung der zumindest stellenweise deckungsreichen Stillgewässer, Feuchtwiesengräben, langsam fließenden Bäche und Wiesengräben, Verlandungszonen mit Röhrichten wie Schilf-, Rohrkolben-, Wasserschwaden- oder Rohrglanzgrasbestände, Erhaltung einer Wasserqualität, die gute Sichtbedingungen für den Beutefang gewährleistet, Erhaltung von Sekundärlebensräumen wie aufgelassene Torfstiche mit vorgenannten Lebensstätten sowie Erhaltung störungsfreier oder zumindest störungsarmer Fortpflanzungsstätten während der Fortpflanzungszeit (15. Februar bis 15. September).

## Zusammenhang mit anderen Schutzgebieten
Mit dem Vogelschutzgebiet Schwarzensee und Kolbenmoos sind das FFH-Gebiet „Obere Argen und Seitentäler“ (8324-342) und das Landschaftsschutzgebiet „Moor- und Hügelland südlich Wangen im Allgäu“ (4.36.023) als zusammenhängende Schutzgebiete ausgewiesen.